# Elisabetha Dorothea Schiller
Elisabetha Dorothea Schiller, geb. Kodweiß (* 13. Dezember 1732 in Marbach am Neckar; † 29. April 1802 in Cleversulzbach), ist die Mutter von Friedrich Schiller.

## Leben

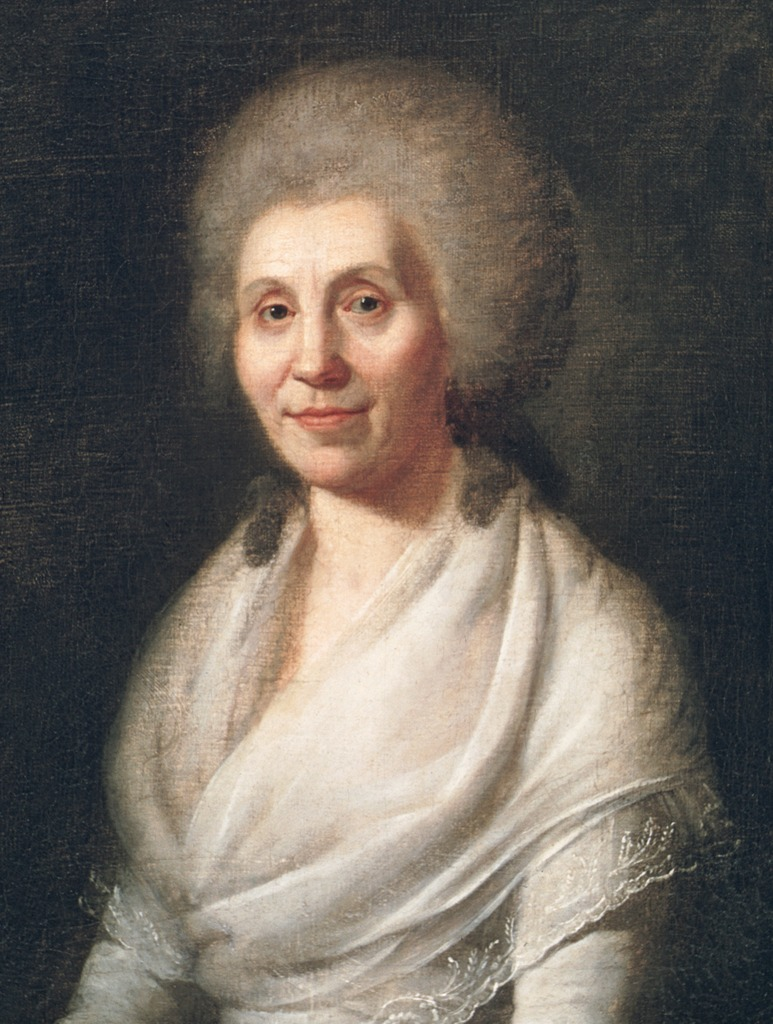
Elisabetha Dorothea Schiller, geb. Kodweiß, auf einem Gemälde von Ludovike Simanowiz

Elisabetha Dorothea wurde als Tochter des Herzoglichen Holzmessers, Bäckers und Gastwirts Georg Friedrich Kodweiß (1698–1771) und seiner Frau Anna Maria, geb. Munz (1698–1773), in dem kleinen Städtchen Marbach am Neckar geboren. Ihre Mutter war eine Bauerntochter vom Röhracher Hof in Rietenau, ihr Vater kam aus einer angesehenen Familie, die in früheren Zeiten auch schon das Bürgermeisteramt der Stadt leitete. Georg Friedrich Kodweiß erwarb als Wirt der von ihm 1726 eröffneten und um 1740/45 vergrößerten Gastwirtschaft „Goldener Löwe“ in der Niklastorstraße 39 in Marbach einen gewissen Wohlstand. Er hatte das Bäckerhandwerk erlernt.
Dorotheas Kindheit und Jugend waren geprägt von der Mitwirkung im Gasthof des Vaters. Ob und welche schulische Bildung sie genossen hat, kann nicht gesagt werden; lesen und schreiben konnte sie jedenfalls. Am 24. April 1745 wurde sie in Marbach konfirmiert. Bereits im Alter von 16 Jahren heiratete sie dort am 22. Juli 1749 den neun Jahre älteren Johann Caspar Schiller.
Sie brachte am 4. September 1757 ihr erstes Kind, Elisabeth Christophine Friederike, zur Welt. Ihr Mann stand zu diesem Zeitpunkt im Krieg in Schlesien. An seine Abwesenheit hatte sie sich bereits gewöhnen müssen, da Johann Caspar bereits 1753 wieder in den Militärdienst eingetreten war. Wenn ihr Mann mit seinem Regiment in Württemberg verweilte, reiste sie ihm hinterher, zwischenzeitlich wohnte sie in dem von einer gedrückten Stimmung geprägten Elternhaus. Ihr Vater war durch Hochwasser und geschäftliche Missgeschicke in der Holzwirtschaft verarmt und gezwungen, das Gasthaus „Goldener Löwe“ 1756/57 an Johann Ludwig Pfuderer zu verkaufen. Georg Friedrich Kodweiß war dann bis zu seinem Tode am 23. Juni 1771 Torwärter im Niklastor mit Wohnrecht im Torwärterhäuschen.
Im Herbst 1759 erwartete Dorothea ihr zweites Kind. Als die ersten Wehen einsetzten, besuchte sie gerade ihren Mann in einem Militärlager nahe Ludwigsburg. Sie wurde nach Marbach gebracht, wo sie in der Erdgeschosswohnung des Schölkopfschen Hauses am 10. November 1759 ihren einzigen Knaben entband, den sie einen Tag später auf den Namen Johann Christoph Friedrich taufen ließ. Friedrich wurde zu einer der herausragendsten Personen der deutschen Literatur.
Johann Caspar nahm mit seinem Regiment am Siebenjährigen Krieg (1756–1763) teil. Hier arbeitete er sich zum Regimentsmedicus empor. Dorothea wanderte mit ihren Kindern Christophine und Friedrich immer wieder dem Vater hinterher und nahm in der Nähe des Militärlagers Quartier: 1760 in Würzburg, 1761 in Urach und Cannstatt oder 1762 in Ludwigsburg. Erst nach Beendigung des Krieges konnte die Familie mit dem Vater zusammenleben, als dieser im Dezember 1763 in Schwäbisch Gmünd zum Werbeoffizier ernannt wurde. In der Nachbarschaft in Lorch lebte die Familie unter schwierigen finanziellen Verhältnissen. Dorothea bekam hier wie auch die Kinder den pedantischen Ordnungssinn ihres Mannes zu spüren. Ihrem willensstarken und energischen Mann hatte die sanftmütige, fromme und liebevolle Dorothea wenig entgegenzusetzen. Gegen die allzu autoritäre Erziehung des Vaters verbündete sich Dorothea oft mit ihren Kindern und schützte sie, wenn sie etwas angestellt hatten, vor dem Jähzorn ihres Vaters. In Fragen der Bildung ihrer Kinder waren sich die Eheleute uneinig. Johann befand die Teilnahme der Töchter an einer höheren Bildung als unschicklich. In der religiösen Erziehung hingegen scheint es Einigkeit gegeben zu haben.
In den Folgejahren brachte Dorothea weitere Kinder zur Welt: Am 24. Januar 1766 wurde die Tochter Luise Dorothea Katharina geboren. Am 20. November 1768 kam Maria Charlotte zur Welt, die im Alter von fünf Jahren starb. Ihre Tochter Beata Friederike (* 4. Mai 1773) starb bereits als 7-monatiger Säugling. Ihre jüngste Tochter Karoline Christiane, Nanette genannt, brachte sie am 8. September 1777 im Alter von 44 Jahren zur Welt. Das „Nesthäkchen“ starb im Alter von 18 Jahren an einem Nervenfieber.
Die Familie siedelte 1766 in die Residenz- und Garnisonstadt Ludwigsburg um. Die finanziellen Verhältnisse der Familie änderten sich hierdurch schlagartig. Nach dem Umzug der Familie in ein Haus des Hofbuchdruckers Christoph Friedrich Cotta Anfang 1767 gab es auch regen Kontakt mit der Familie Hoven, die im selben Haus wohnte, und der Arztfamilie Elwert. Über solche Kontakte hinaus begleitete Dorothea ihren Mann öfters ins Hoftheater der nahe gelegenen herzöglichen Residenz und sah sich die dort aufgeführten italienischen Singspiele und Opern an.
Auf Geheiß von Herzog Carl Eugen musste Friedrich vom 16. Januar 1773 an in die Karlsschule und ihr Internat umziehen. Die Schule war für ihren Drill und die Entfremdung der Kinder von der Familie bekannt. Der Mutter war dies nicht besonders recht. Ihren Sohn sollte sie fortan nur noch selten zu Gesicht bekommen.

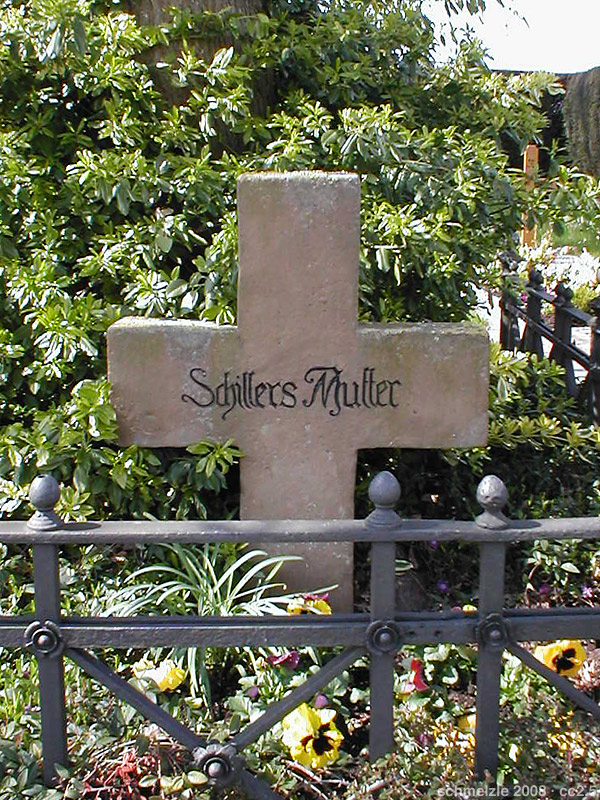
Grabkreuz mit der von Mörike eingeritzten Inschrift

Johann Caspar Schiller wurde Anfang Dezember 1775 zum Intendanten der herzöglichen Hofgärtnerei ernannt. Die Familie zog in die kleine Dienstwohnung in das Jagd- und Repräsentationsschloss des Herzogs um. Ihr Mann beschäftigte sich fortan intensiv mit der Verwaltung und Bewirtschaftung der Hofgärtnerei und seiner Baumschule und vernachlässigte seine Familie erkennbar. Dorothea beklagte sich über diesen Umstand sogar in einem Brief bei ihrem Sohn Friedrich.
Zehn Jahre nach der Flucht Friedrichs aus Württemberg sah sie ihren Sohn erst wieder, als sie mit ihrer Tochter Nanette von Mitte September bis Anfang Oktober 1792 zu ihm nach Jena reiste. Friedrich lebte hier mit seiner Frau Charlotte von Lengefeld zusammen, mit der er seit zweieinhalb Jahren verheiratet war. Gemeinsam reisten sie am 25. September 1792 nach Rudolstadt und waren zu Gast bei Schillers Schwiegermutter Louise von Lengefeld. Als Schiller mit Charlotte in den Jahren 1793/94 nach Württemberg reiste, kam es zu weiteren Begegnungen. Es sollten die letzten sein.
Ihr Mann Johann Caspar starb am 7. September 1796, vermutlich an Prostata-Krebs. Mit dem Tod ihrer jüngsten Tochter sechs Monate zuvor war der Tod ihres Mannes ein weiterer Schicksalsschlag. Friedrich überließ ihr seinen väterlichen Erbteil, „dass keine Sorge Sie mehr drückt.“ Seit dem Jahreswechsel 1797 lebte sie im Leonberger Schloss und erhielt eine Pension von hundert Gulden.
Sie starb am 29. April 1802 in Cleversulzbach. Hier war sie von ihrer Tochter Luise, die mit dem dortigen Pastor Frankh verheiratet war, in ihren letzten Monaten gepflegt worden. Das Grab auf dem Friedhof des Orts, in dem sie am 1. Mai 1802 beigesetzt wurde, ist 1834 von Eduard Mörike wiederhergerichtet worden; in einem benachbarten Grab bestattete er seine eigene Mutter Charlotte Mörike.